# Georgi Tutew
Georgi Tutew, bułg. Георги Тутев (ur. 23 sierpnia 1924 w Sofii, zm. 13 września 1994 tamże) – bułgarski kompozytor i dyrygent. 

## Życiorys
Był synem Bułgara i Niemki. Wychowywał się w Niemczech, do Bułgarii wrócił z rodzicami dopiero w 1941 roku. W latach 1942–1946 studiował prawo na Uniwersytecie Sofijskim. Uczył się prywatnie gry na fortepianie i teorii u Weselina Stojanowa oraz kompozycji u Lubomira Pipkowa.  Od 1946 do 1950 roku kontynuował studia w Konserwatorium Moskiewskim u Wiktora Biełego, Jurija Szaporina i Nikołaja Anosowa. W 1949 roku jego ojciec został skazany w procesie pokazowym za działalność antykomunistyczną. Przez następne lata Georgi posługiwał się publicznie nazwiskiem Iwanow, którego używał do rehabilitacji ojca w 1967 roku.
Po ukończeniu studiów pracował początkowo jako dyrygent chórów amatorskich. Od 1954 do 1958 roku pełnił funkcję sekretarza Związku Kompozytorów Bułgarskich. W latach 1958–1961 pracował jako redaktor muzyczny w radiu bułgarskim, skąd został zwolniony za prowadzoną politykę programową. Od 1961 do 1987 roku prowadził orkiestrę w Teatrze Młodzieży w Sofii. 
Należał do pionierów muzyki współczesnej w Bułgarii. Początkowo tworzył pod wpływem drugiej szkoły wiedeńskiej. W latach 60. zaczął łączyć dodekafonię z elementami bułgarskiej muzyki ludowej. W 1944 roku wspólnie z Konstantinem Iliewem i Łazarem Nikołowem założył kolektyw Nowa Muzika. W 1989 roku z jego inicjatywy powołano stowarzyszenie Musica Viva, przekształcone w 1991 roku w bułgarską sekcję Międzynarodowego Towarzystwa Muzyki Współczesnej, którego był pierwszym przewodniczącym. Organizował także festiwal Musica Nova.

## Ważniejsze kompozycje
(na podstawie materiałów źródłowych)

### Utwory orkiestrowe
- 2 symfonie (I 1959, II 1973 zrewid. 1974)
- poemat symfoniczny Legenda za Łopjanskata gora (1950)
- Divertimento na klarnet, skrzypce, klawesyn i orkiestrę kameralną (1962)
- Overtura da Requiem (1963)
- Buntyt na krajcera Nadeżda (1956)
- Tęsknota za zagubioną harmonią na kaval, instrumenty klawiszowe, instrumenty perkusyjne i wielką orkiestrę smyczkową (1979–1982)
- Muzyka renesansowa na orkiestrę kameralną (1976)
- Metamorfozy na 13 instrumentów smyczkowych (1966)
- Tempi ritmizzati na fortepian, perkusję i 13 instrumentów smyczkowych (1968)

### Utwory kameralne
- Soli per tre na trio instrumentów dętych drewnianych (1974)
- Calvino-mosaik/musik na wiolonczelę i 7 instrumentów (1987)
- Medytacje J.S.B. na zespół kameralny (1992)